# 장황후 (조위)
장황후(張皇后, ? ~ ?)는 중국 삼국 시대 위(魏)의 황제 조방(曹芳)의 두 번째 황후이다. 장기(張旣)의 손녀이며, 장집(張緝)의 딸이다.

## 생애
가평(嘉平) 3년(251년) 사마의(司馬懿)가 죽고 아들 사마사(司馬師)가 정권을 잡자, 가평 6년(254년), 장집, 하후현(夏侯玄), 이풍(李豊) 등이 사마사를 죽이려다가 발각되어 모두 처형당했다. 그 직후, 그들의 삼족이 멸해졌으며, 장황후는 폐위되었다.

## 가계

### 관련 인물
장기　장집

## 같이 보기
- 삼국지 인물 목록